# Helmuth Wegan
Helmuth Wegan (* 30. August 1894 in Stuttgart; † 8. März 1946 in Malgersdorf) war ein deutscher Künstler und stellvertretender Abgeordneter der KPD im Volksstaat Württemberg.

## Leben
Über Kindheit und Jugend Wegans ist so gut wie nichts bekannt. Nach dem Ersten Weltkrieg, in dem er vermutlich in der Infanterie gedient hatte, schloss er sich 1920 der neu gegründeten CSRP an. Zugleich betätigte er sich als Aktmaler und Bildhauer, konnte damit jedoch keine großen Erfolge erzielen. 1925 wechselte er aus Frust über die geringe politische Bedeutung der CSRP zur KPD, in der er als Zänker und Störenfried galt, weswegen er sich auch keine reellen Chancen auf politische Ämter ausrechnete. Allerdings ernannte Max Hammer ihn zu seinem Stellvertreter, als er in 1928 ins Parlament gewählt wurde. Nach dessen Parteiausschluss 1929 verzichtete Wegan jedoch auf ein Nachrücken, weil er „angesichts einer antisozialistischen, reaktionären Grundhaltung“ der Abgeordneten anderer Parteien keine Chancen für die Politik seiner Partei sah. Nach der Machtergreifung der Nationalsozialisten 1933 zog er sich gänzlich aus der Politik zurück, um politischer Verfolgung zu entgehen, war aber weiterhin als Künstler tätig. Ferner begann er Tagebuch zu schreiben. Unter anderem schildert er, wie die Nationalsozialisten zwar seine Werke („Entartete Kunst“, da von einem ehemaligen Kommunisten geschaffen) beschlagnahmten und vermutlich vernichteten, ihn selbst aber gegen die Auflage verschonten, dass er mit seiner künstlerischen Tätigkeit aufhörte. In seinen Tagebüchern ist auch von Tagebüchern Adolf Hitlers die Rede, in der neueren Forschung wird aber davon ausgegangen, dass in Wirklichkeit die Tagebücher der Eva Braun gemeint waren. Wegan, der selbst überhaupt keine Verbindung zu Hitler besaß, hatte möglicherweise Gerüchte falsch interpretiert.
Kurz vor dem Ausbruch des Zweiten Weltkriegs emigrierte Wegan ins Ausland. Von einer regelrechten Odyssee über Dänemark, Schweden, Norwegen, Großbritannien und Irland, bis er 1946 nach Deutschland zurückkehren konnte, berichten seine Tagebücher, gespickt von Spitzen gegen britisches Essen, das er für seinen zuletzt schlechten Gesundheitszustand verantwortlich wähnte und „das mir noch den Garaus machen“ werde. Seine Rückkehr nach Deutschland verursachte allerdings keine Besserung und er starb wenig später am 8. März desselben Jahres unverheiratet und kinderlos in seinem gerade neu eingerichteten Atelier in Malgersdorf.
Eine entfernte Verwandte Helmuth Wegans ist die Juristin Martha Wegan, keine Verwandtschaft besteht hingegen mit der österreichischen Historikerin Katharina Wegan und dem Holocaust-Überlebenden Bait Wegan. Der Verbleib seiner Kunstwerke ist unbekannt.